# Аронов, Василий Петрович
Василий Петрович Аронов (1904, с. Охотное, Смоленская губерния, Российская империя — ?) — советский партийный и государственный деятель, второй секретарь ЦК КП(б)-КП Литвы (1952—1953).

## Биография
Член ВКП(б) с 1927 г. В 1928—1930 гг. — слушатель Калужской школы советского и партийного строительства, в 1936 г. окончил Коммунистический университет имени Я. М. Свердлова.
С 1926 г. — на хозяйственной, общественной и политической работе.
- 1926—1928 гг. — в РККА,
- 1930—1932 гг. — заведующий агитационно-пропагандистским отделом, секретарь комитета ВКП(б) железнодорожного депо, председатель Малоярославского районного Союза потребительских обществ (Московская область),
- 1936—1938 гг. — заместитель директора Сталинабадской машинно-тракторной станции, второй секретарь Курган-Тюбинского районного комитета КП(б) Таджикистана,
- 1938—1939 гг. — первый секретарь Курган-Тюбинского районного комитета КП(б) Таджикистана,
- 1939—1941 гг. — секретарь Сталинабадского областного комитета КП(б) Таджикистана по пропаганде и агитации,
- 1941—1943 гг. — секретарь ЦК КП(б) Таджикистана по торговле и общественному питанию,
- 1943 г. — заведующий отделом торговли и общественного питания ЦК КП(б) Таджикистана,
- 1943 г. — заместитель секретаря ЦК КП(б) Таджикистана,
- 1943—1948 гг. — ответственный организатор Управления кадров ЦК ВКП(б),
- 1948—1951 гг. — второй секретарь Приморского краевого комитета ВКП(б),
- 1952—1953 гг. — второй секретарь ЦК КП(б)-КП Литвы,
- 1954—1955 гг. — второй секретарь Орловского областного комитета КПСС, секретарь Орловского областного комитета КПСС,
- 1959—1963 гг. — председатель Орловского областного Совета профсоюзов,
- 1963—1964 гг. — председатель Орловского промышленного областного Совета профсоюзов.

Избирался депутатом Верховного Совета РСФСР 3-го и 4-го созывов. Член Бюро ЦК КП(б)-КП Литвы (1952—1953).

## Награды и звания
Награждён орденом Трудового Красного Знамени (1939).